# Mirko Stark
Mirko Stark (* 28. September 1973) ist ein ehemaliger deutscher Fußballspieler.

## Karriere

### Verein
Nach Stationen im Nachwuchsbereich in Hüls und Uerdingen wechselte Stark 1991 zur A-Jugend des 1. FC Köln, mit der er es 1992 bis ins Finale der Deutschen Meisterschaft gegen den 1. FC Kaiserslautern schaffte. Anschließend spielte er für die Amateurmannschaft der Kölner und gehörte 1994/95 zum Bundesliga-Kader, ohne allerdings zum Einsatz zu kommen. Zur Saison 1995/96 wechselte Stark zur SG Wattenscheid 09 in die Regionalliga West/Südwest. 1997 gelang dem Team unter Trainer Franz-Josef Tenhagen der Aufstieg in die 2. Fußball-Bundesliga. In den beiden folgenden Spielzeiten kam Stark auf 42 Zweitligaeinsätze (vier Tore). Nach dem Abstieg der Wattenscheider 1999 und einem weiteren Jahr Regionalliga wechselte Stark zum Zweitligisten MSV Duisburg, kam dort allerdings nur noch zu vier Ligaeinsätzen im Frühjahr 2001. Im Sommer 2002 wechselte er zum Wuppertaler SV, wo er 2003 die Oberligameisterschaft und den Aufstieg in die Drittklassigkeit feiern konnte. Nach weiteren 27 Regionalligaspielen für die Wuppertaler beendete er 2004 seine Karriere als Leistungssportler.

### Nationalmannschaft
Stark spielte für verschiedene Juniorenauswahlteams des DFB und nahm 1993 an der U20-Weltmeisterschaft in Australien teil. Die DFB-Auswahl schied nach einem Sieg gegen Portugal, einem Unentschieden gegen Ghana und einer Niederlage gegen Uruguay nach der Vorrunde aus.

## Trivia
Am 12. und 19. November 2007 war Stark Kandidat bei Wer wird Millionär? und gewann 8.000 €. Er gab an, inzwischen als Versicherungsmakler zu arbeiten.